# 辽宁工业大学
辽宁工业大学，位于中国辽宁省的锦州市。

## 学校历史
1951年锦州工学院始建校，
1992年6月更名为辽宁工学院，
1997年4月辽宁省锦州粮食学校并入我校，
2007年3月更名为辽宁工业大学。

## 学校现况

### 院系设置
- 经济管理学院
- 机械工程与自动化学院
- 汽车与交通工程学院
- 材料与化学工程学院
- 信息科学与工程学院
- 计算机科学与工程学院
- 文化传媒与艺术设计学院
- 土木工程系
- 外语系
- 数理科学系
- 文化传播系
- 社会科学部
- 体育部
- 软件学院
- 电气工程学院

### 辽宁省重点学科
- 材料物理与化学

### 辽宁省重点实验室
- 汽车新材料实验室

### 辽宁省高校重点实验室
- 汽车材料与工程实验室
- 智能控制理论及应用工程实验室
- 现代制造技术实验室

## 校友
- 班晓娟，北京科技大学研究生院副院长、教授、原博士生导师。